# 海娜·库尔塔吉奇
海娜·库尔塔吉奇（2004年8月27日—）是一名塞尔维亚女排运动员，司职副攻。2022年她加入塞尔维亚国家女子排球队。2023年开始加盟效力于意大利的米兰女排俱乐部。

## 荣誉

### 国家队
- 2023年欧洲女子排球锦标赛 - 银牌

### 俱乐部
OK Tent
- 塞尔维亚女子排球联赛: 2020

Neptunes de Nantes VB
- 法国女子排球杯: 2024

Vero Volley Milano
- 2024年世界女排俱乐部锦标赛 – 铜牌

### 个人成绩
俱乐部
- 2023–24 CEV女子挑战杯 - 最佳副攻[4]
- 2024年世界女排俱乐部锦标赛 - 最佳副攻

国家队
- 2020 U17欧洲排球锦标赛 - 最佳副攻
- 2020 U19欧洲排球锦标赛 - 最佳副攻
- 2021 FIVB U20世锦赛 - 最佳副攻
- 2021 FIVB U18世锦赛 - 最佳副攻
- 2022 U19欧洲排球锦标赛 - 最佳副攻